# Okřehek trojbrázdý
Okřehek trojbrázdý (Lemna trisulca) je druh jednoděložné rostliny z čeledi árónovité (Araceae). Starší systémy ho řadí do samostatné čeledi okřehkovité (Lemnaceae).

## Popis
Jedná se o extrémně redukovanou vodní rostlinu, která je kromě doby květu spíše ponořená, je víceméně jednoletá (alespoň v mírném a chladném pásu), jednodomá s jednopohlavnými květy. Celá lodyha má „stélkovitý tvar“, „stélka“ je drobná, jednotlivé „lístky“ jsou cca 3-15 mm dlouhé, úzce vejčité. Lístky jsou spojeny po 3-50 kusech a rostlina tvoří řetězovitě shloučené vidličnatě větvené útvary. Tímto znakem se nápadně liší od všech dalších okřehků rostoucích v ČR. Listy zcela chybí, někteří autoři považují rozšířené části „stélky“ za list. Kořeny jsou přítomny, na každý „lístek“ připadá jen 1 kořen, někdy se kořeny nevyvíjejí. „Lístek“ je velmi tenký, prosvítavý, při vrcholu s pilovitým okrajem. Turiony vždy chybějí. Vegetativní rozmnožování vysoce převažuje nad pohlavním a rostliny vytvářejí rozsáhlé kolonie, okřehek trojbrázdý kvete jen velmi vzácně. Květy jsou v redukovaných květenstvích obsahujících většinou 3 květy, květenství je uzavřeno v drobném toulcovitém membránovitém listenu. Okvětí chybí. Samčích květy jsou v květenství většinou 2 a jsou redukované na 1 tyčinku. Samičí květ redukován na gyneceum, které je zdánlivě složené z 1 plodolistu, zdánlivě monomerické (snad by mohlo být interpretováno jako pseudomonomerické), semeník je svrchní. Plod je suchý, nepukavý měchýřek, obsahující většinou 1 semeno.

## Rozšíření ve světě

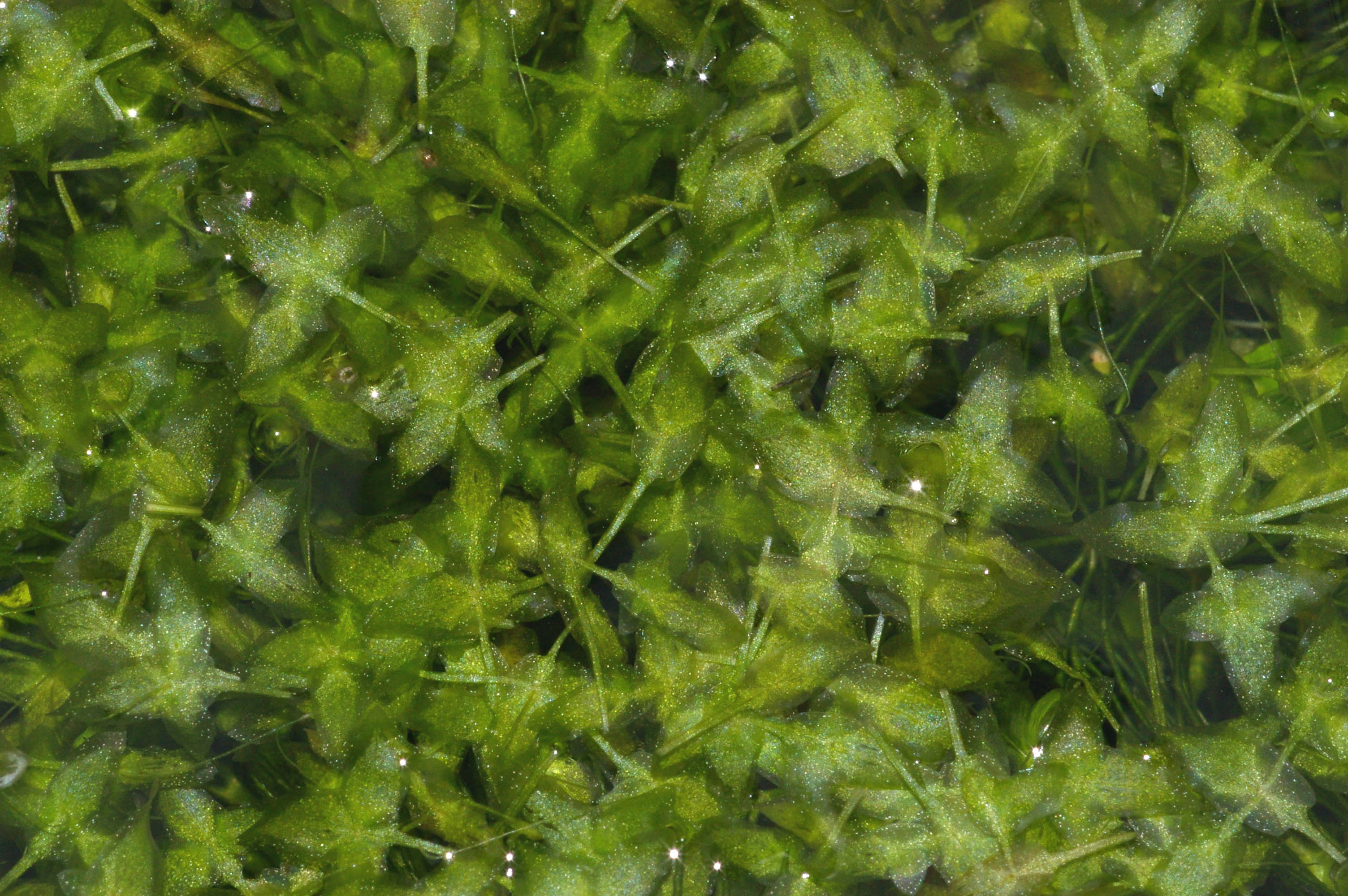
Okřehek trojbrázdý ve vodě

Okřehek trojbrázdý je rozšířen na vhodných lokalitách skoro po celém světě, chybí v Antarktidě, vysoké Arktidě a v Jižní Americe. V tropech je však rozšířen hlavně v horách.

## Rozšíření v Česku
V ČR se vyskytuje poměrně běžně od nížin do podhůří. Najdeme ho v různých tůních, říčních ramenech a méně intenzivně obhospodařovaných rybnících. „Velkovýkrmny kaprů“ mu však rozhodně neprospívají. Společenstvo s dominancí okřehku trojbrázdého je popisováno jako as. Lemnetum trisulcae Knapp et Stoffers 1962 ze sv. Lemnion minoris Tüxen 1955. Hojný je však i v mnoha dalších společenstvech vodních rostlin.